# سازمان همکاری اقتصادی
سازمان همکاری اقتصادی (به انگلیسی: Economic Cooperation Organization) یا به اختصار اکو، یک سازمان اقتصادی منطقه‌ای است. سه کشور ایران، پاکستان و ترکیه در سال ۱۳۴۱ (۱۹۶۲) نخستین بار این سازمان را با نام «آرسی‌دی» یا «سازمان همکاری عمران منطقه‌ای» پایه‌ریزی کردند.
این سازمان در ابتدا با نام «آر سی دی» - که نام اختصاری سازمان همکاری عمران منطقه‌ای - است، آغاز به کار کرد. پس از انقلاب ۵۷ ، کار سازمان با وقفه مواجه شد و در سال ۱۳۶۴ با نام «اکو» حیات خود را از سر گرفت.
پس از فروپاشی شوروی، در سال ۱۳۷۲ کشورهای افغانستان، جمهوری آذربایجان، قزاقستان، ترکمنستان، قرقیزستان، ازبکستان و تاجیکستان نیز به سازمان اکو پیوستند. این سازمان هم‌اکنون با ده عضو، حدود ۴۸۰ میلیون جمعیت و ۸٬۶۲۰٬۶۹۷ کیلومتر مربع وسعت کشورها، امکانات نفت، گاز و صنعت در اختیار دارد.
طبق اساسنامه این سازمان، اکو برای بهبود شرایط توسعه اقتصادی پایدار کشورهای عضو تلاش می‌کند؛ و برای حذف تدریجی موانع تجاری در این منطقه فعالیت دارد. از دیگر اهداف اکو، تهیه برنامه مشترک برای توسعه منابع انسانی در این ده کشور است. این سازمان همچنین برای تسریع برنامه توسعه حمل و نقل و ارتباطات فعالیت می‌کند. زبان رسمی سازمان اکو انگلیسی است و مقر اصلی آن، شهر تهران در ایران است.
به مناسبت پیوستن افغانستان و کشورهای قفقاز و آسیای میانه از جمله ترکمنستان، قرقیزستان، ازبکستان، قزاقستان، تاجیکستان و جمهوری آذربایجان به سازمان اکو و افزایش اعضای این سازمان از ۳ کشور، ایران، پاکستان و ترکیه به ۱۰ کشور، روز هفتم آذر ۱۳۷۱، به عنوان روز اکو نامگذاری شد.

## اهداف
- ارتقای شرایط برای توسعه اقتصادی پایدار و افزایش سطح زندگی و رفاه مردم.
- گسترش تجارت درون منطقه‌ای و فرامنطقه‌ای و حذف موانع تجاری.
- تلاش در جهت ادغام تجارت کشورهای منطقه با تجارت جهانی و نقش بیشتر منطقه اکو در رشد تجارت.
- توسعه زیرساخت‌های حمل و نقل و ارتباطات.
- ترویج و گسترش خصوصی‌سازی و اقتصاد آزاد.
- استفاده مؤثر از پتانسیل‌های کشاورزی و صنعتی منطقه اکو.
- همکاری منطقه ای برای کنترل مصرف مواد مخدر، حفاظت از محیط زیست و تقویت پیوندهای تاریخی و فرهنگی میان مردمان منطقه اکو.
- همکاری متقابل سودمند با سازمان‌های منطقه ای و بین‌المللی.
- تحقق همکاری‌های اقتصادی و تبادل در زمینه‌های آموزشی، علمی، فنی و فرهنگی.
- استفاده مؤثر از موسسات اکو، موافقت نامه‌ها و ترتیبات همکاری با سایر سازمان‌های منطقه ای و بین‌المللی از جمله موسسات مالی چندجانبه.
- پیوند برنامه‌های اقتصادی، توسعه ملی با اهداف آنی و بلند مدت اکو.
- تلاش‌های مشترک برای دستیابی به دسترسی آزادتر به بازارهای خارج از منطقه ECO

## تشکیلات
- نشست سران که هر دو سال یکبار جهت اتخاذ رهنمودهای کلی برگزار می‌گردد.
- شورای وزیران که بالاترین رکن تصمیم‌گیری و سیاستگذاری سازمان است و سالی یکبار تشکیل جلسه می‌دهد.
- شورای نمایندگان دائم بازوی اجرایی شورای وزیران است و هر ماه در سطح سفرا در تهران تشکیل جلسه می‌دهد.
- شورای برنامه‌ریزی منطقه‌ای سالی یکبار در سطح روسای سازمانهای برنامه‌ریزی کشورهای عضو تشکیل جلسه می‌دهد و وظایفی از قبیل تدوین برنامه‌های عملی برای تحقق اهداف سازمان، بررسی برنامه‌های گذشته و پیشنهاد تشکیل نهادهای منطقه‌ای را به عهده دارد.

معرفی اداره اکو
وظیفه اصلی به عنوان مرجع ملی (اصلی) هماهنگ‌کننده ارتباط نهادها و دستگاه‌های اجرایی با دبیرخانه و نمایندگی دایم ایران در اکو.
یک یا دو کارشناس با توجه به اهمیت و حجم کار در هر یک از مدیریت‌های فوق در اداره امور اکو مشغول انجام وظیفه است. به عنوان مثال کلیه فعالیت‌های صنعت، کشاورزی و توریسم منطقه از طریق کمیته صنعت اداره اکو با نهادهای داخلی و همچنین نهادهای خارجی در کشورهای منطقه هماهنگ می‌گردد. هر یک از مدیریت‌های سازمان نیز سالیانه کارگاه‌های آموزشی و همچنین اجلاس‌هایی را در سطح کارشناسی، مقامات ارشد و وزرا برگزار می‌کنند.
دبیرخانه اکو
مقر دبیرخانه سازمان در تهران است. دبیرخانه مسوول هماهنگی و نظارت بر اجرای فعالیت‌های اکو و کمک به برگزاری نشست‌ها می‌باشد. دبیرخانه متشکل از دبیرکل، معاونین، مدیران و کارکنان است. شورای وزیران از میان نامزدهای انتخاب شده از سوی کشورهای عضو دبیرکل را برای یک مدت سه ساله غیرقابل تمدید انتخاب می‌نماید. دبیرکل بالاترین مقام اجرایی سازمان می‌باشد. منبع: سایت وزارت خارجه جمهوری اسلامی ایران و دبیرخانه اکو

## شرایط عضویت
شرایط عضویت در اکو همجواری با منطقه‌است.

## خصوصیات و ویژگی‌های سازمان همکاری اقتصادی
اکو متشکل از ۱۰ کشور با جمعیتی بالغ بر ۴۰۰ میلیون نفر با وسعت سرزمینی ۸ میلیون کیلومتر مربع است. امروزه سازمان اکو در بسیاری از ابتکارات جهانی به عنوان یک شریک فعال و جدید حضور دارد و نقش سازنده و بی بدیلی در پیشبرد اهداف توسعه پایدار در بسیاری از حوزه‌ها دارد. سازمان همکاری اقتصادی در برخی حوزه‌ها از انتظارات جلوتر بوده‌است؛ از بخش‌های موفقِ سازمان همکاری اقتصادی می‌توان به همکاری در بخش انرژی‌های نو، محیط‌زیست، مدیریت بلایای طبیعی، مقابله با جرایم سازمان یافته و مواد مخدر و گردشگری و همچنین گسترش همکاری با سایر سازمان‌های بین‌المللی اشاره کرد. کشورهای عضو اکو از ویژگی هایِ مهمی، برخوردار بوده و می‌توانند با اتکای به این ویژگی‌ها همکاری‌های خود را در تمامی زمینه‌ها گسترش دهند.
اکو از منظر تأمین و انتقال انرژی حائز اهمیت فراوانی برای جهان است. همچنین اشراف بر چند آبراه استراتژیک جهان و همسایگی با پنج دریای مهم، شرایط ژئوپولیتیک و سرزمینی یگانه‌ای را برای سازمان همکاری اقتصادی به وجود آورده‌است و هیچ مسیری از اروپا به آسیا برای تجارت و حمل و نقل با صرفه تر و کوتاه‌تر از منطقه اکو شناخته نمی‌شود.
در حالت طبیعی، حداقل ۵۰ درصد تجارت کشورهای عضو سازمان همکاری اقتصادی باید با اعضای درون سازمان انجام می‌گرفت.

### پروژه‌های به ثمر رسیده
بسیاری از پروژه‌های مصوبِ سازمان همکاری اقتصادی به مرحله اجرا و عملیاتی شدن رسیده‌اند، از جمله پروژه ریلی قزوین- رشت- آستارا- آستارا (جمهوری آذربایجان) و تعدادی پروژه‌های دیگر که اجرا شده‌اند به‌علاوهٔ برخی پروژه‌هایی که در دست مطالعات امکان‌سنجی هستند.

## کشورهای عضو
سازمان همکاری‌های اقتصادی موسوم به اکو ۵۲ سال پیش، با پایه‌گذاری ایران، ترکیه و پاکستان تشکیل شد و اکنون ۱۰ عضو دارد، اما هنوز ۳ قطب بزرگ اقتصادی آن را همان ۳ کشور پایه‌گذار آن (ایران، ترکیه و پاکستان) تشکیل می‌دهند.
کشورهایِ پاکستان، قزاقستان، تاجیکستان، ازبکستان، ایران عضوِ مشترک مابین اکو و سازمان همکاری شانگهای می‌باشند. برآوردهای اقتصادی نشان می‌دهد که با تغییر جایگاه اقتصادی برخی اعضای مؤثر اکو در دهه آینده، سازمان اکو در آسیا بار دیگر کلید تعامل شرق و غرب خواهد شد. ایران در سازمان همکاری اقتصادی در نقشِ بنیانگذار آن است و قدرت نفوذِ بالایی دارد، تاکنون وارد شدن کشورهایی همچون عراق، ارمنستان و عمان نیز در سازمان اکو مطرح شده‌است.
| نام              | جمعیت (۲۰۱۸، میلیون نفر) | مساحت                                        | Population density                          | تولید ناخالص داخلی (۲۰۱۸، میلیارد دلار آمریکا) | سرانه تولید ناخالص داخلی (۲۰۱۸، دلار آمریکا) | GDP (2018, PPP, Int$ billions) | GDP per capita (2018, PPP, Int$) | Current account balance (2018, US$ billions) |
| ---------------- | ------------------------ | -------------------------------------------- | ------------------------------------------- | ---------------------------------------------- | -------------------------------------------- | ------------------------------ | -------------------------------- | -------------------------------------------- |
| افغانستان        | ۳۶٫۰۲۰                   | ۶۵۲٬۲۳۰ کیلومتر مربع (۲۵۱٬۸۳۰ مایل مربع)     | ۵۵٫۲۳ بر کیلومتر مربع (۱۴۳٫۰ بر مایل مربع)  | ۲۰٫۳۶۷                                         | ۵۶۵٫۴۲۶                                      | ۷۲٫۶۹۷                         | ۲٬۰۱۸٫۲۲۸                        | ۱٫۰۴۸                                        |
| جمهوری آذربایجان | ۹٫۹۴۰                    | ۸۶٬۶۰۰ کیلومتر مربع (۳۳٬۴۰۰ مایل مربع)       | ۱۱۴٫۷۸ بر کیلومتر مربع (۲۹۷٫۳ بر مایل مربع) | ۴۵٫۵۹۲                                         | ۴٬۵۸۶٫۷۷۱                                    | ۱۷۸٫۴۷۰                        | ۱۷٬۹۵۴٫۸۶۳                       | ۳٫۰۲۰                                        |
| ایران            | ۸۵٫۲۳۶                   | ۱٬۶۴۸٬۱۹۵ کیلومتر مربع (۶۳۶٬۳۷۲ مایل مربع)   | ۴۹٫۹۷ بر کیلومتر مربع (۱۲۹٫۴ بر مایل مربع)  | ۴۳۰٫۰۸۲                                        | ۵٬۲۲۱٫۹۷۴                                    | ۱٬۶۵۲٫۸۸۸                      | ۲۰٬۰۶۹٫۰۷۳                       | ۵٫۷۹۲                                        |
| قزاقستان         | ۱۸٫۴۶۳                   | ۲٬۷۲۴٬۹۰۰ کیلومتر مربع (۱٬۰۵۲٬۱۰۰ مایل مربع) | ۶٫۷۸ بر کیلومتر مربع (۱۷٫۶ بر مایل مربع)    | ۱۸۴٫۲۰۹                                        | ۹٬۹۷۷٫۴۱۴                                    | ۵۰۷٫۶۲۷                        | ۲۷٬۴۹۴٫۸۰۸                       | -۰٫۲۸۱                                       |
| قرقیزستان        | ۶٫۳۸۹                    | ۱۹۹٬۹۵۱ کیلومتر مربع (۷۷٬۲۰۲ مایل مربع)      | ۳۱٫۹۵ بر کیلومتر مربع (۸۲٫۸ بر مایل مربع)   | ۸٫۰۱۳                                          | ۱٬۲۵۴٫۱۳۵                                    | ۲۴٫۳۵۶                         | ۳٬۸۱۲٫۱۶۱                        | -۰٫۹۸۳                                       |
| پاکستان          | ۲۲۶٫۹۹۲                  | ۸۸۱٬۹۱۳ کیلومتر مربع (۳۴۰٬۵۰۹ مایل مربع)     | ۲۵۷٫۴ بر کیلومتر مربع (۶۶۷ بر مایل مربع)    | ۳۸۳٫۸۹۷                                        | ۱٬۷۸۷٫۱۵۷                                    | ۱٬۴۶۸                          | ۶٬۴۸۶                            | -۱۸٫۱۷۱                                      |
| تاجیکستان        | ۹٫۱۰۷                    | ۱۴۴٬۱۰۰ کیلومتر مربع (۵۵٬۶۰۰ مایل مربع)      | ۶۳٫۲۰ بر کیلومتر مربع (۱۶۳٫۷ بر مایل مربع)  | ۷٫۳۵۰                                          | ۸۰۷٫۰۵۰                                      | ۳۰٫۵۴۷                         | ۳٬۳۵۴٫۱۵۶                        | -۰٫۳۴۵                                       |
| ترکیه            | ۸۱٫۸۶۷                   | ۷۸۳٬۵۶۲ کیلومتر مربع (۳۰۲٬۵۳۵ مایل مربع)     | ۱۰۴٫۴۸ بر کیلومتر مربع (۲۷۰٫۶ بر مایل مربع) | ۶۹۲٫۰۰۰                                        | ۸٬۰۸۰٫۰۰۰                                    | ۳٫۲۱۰٫۰۰۰                      | ۳۷٬۴۸۸                           | -۴۰٫۶۸۷                                      |
| ترکمنستان        | ۵٫۷۷۰                    | ۴۸۸٬۱۰۰ کیلومتر مربع (۱۸۸٬۵۰۰ مایل مربع)     | ۱۱٫۸۲ بر کیلومتر مربع (۳۰٫۶ بر مایل مربع)   | ۴۲٫۷۶۴                                         | ۷٬۴۱۱٫۸۷۷                                    | ۱۱۲٫۶۵۹                        | ۱۹٬۵۲۶٫۰۸۴                       | -۳٫۴۹۸                                       |
| ازبکستان         | ۳۲٫۶۵۷                   | ۴۴۷٬۴۰۰ کیلومتر مربع (۱۷۲٬۷۰۰ مایل مربع)     | ۷۲٫۹۹ بر کیلومتر مربع (۱۸۹٫۰ بر مایل مربع)  | ۴۳٫۳۰۳                                         | ۱٬۳۲۶٫۰۰۲                                    | ۲۳۹٫۶۲۳                        | ۷٬۳۳۷٫۵۵۷                        | -۰٫۲۱۷ ۱٬۸۰۲٫۰۹۰                             |
| 10 total         | ۴۸۳٫۵۳۳                  | ۷٬۹۷۱٬۱۳۳ کیلومتر مربع (۳٬۰۷۷٬۶۷۲ مایل مربع) | ۶۰٫۶۶ بر کیلومتر مربع (۱۵۷٫۱ بر مایل مربع)  | ۱٬۸۰۲٫۰۹۰                                      | ۳٬۷۲۶٫۹۲۲                                    | ۶٬۲۸۱٫۵۵۵                      | ۱۲٬۹۹۰٫۹۵۴                       | -۵۴٫۳۲۲                                      |

## رهبران کنونی
- افغانستان
هبت‌الله آخندزاده
رهبر امارت اسلامی افغانستان
- جمهوری آذربایجان
الهام علی اف
رئیس‌جمهور آذربایجان
- ایران
مسعود پزشکیان
رئیس‌جمهور ایران
- قزاقستان
قاسم جومارت توقایف
رئیس‌جمهور قزاقستان
- قرقیزستان
صدر جباروف
رئیس‌جمهور قرقیزستان
- پاکستان
شهباز شریف
نخست‌وزیر پاکستان
- تاجیکستان
امامعلی رحمان
رئیس‌جمهور تاجیکستان
- ترکیه
رجب طیب اردوغان
رئیس‌جمهور ترکیه
- ترکمنستان
سردار بردی‌محمداف
رئیس‌جمهور ترکمنستان
- ازبکستان
شوکت  میرضیایف
رئیس‌جمهور ازبکستان

## علل عدم موفقیت کشورهای عضو
اکو چندان وزنه جهانی از نظر اقتصادی به‌شمار نمی‌رود؛ و اکنون، با وجودِ گذشتِ ۳۳ سال از آغاز مجدد فعالیت سازمان همکاری‌های اقتصادی اکو، و ۲۵سال از افزایش اعضای آن به ۱۰ کشور، ارزیابی عملکرد این سازمان مورد اختلاف است. اکو هرگز نتوانست به نقش بزرگی در رشد تجارت جهانی دست پیدا کند، و آزادسازی اقتصادی و خصوصی‌سازی نیز در اکثر کشورهای عضو، به آن معنایی که نظریه‌پردازان اقتصادی از آن یاد کرده‌اند، همچنان چیزی شبیه به یک افسانه است.
عدم موفقیت کشورهای عضو این سازمان در تداخل منافع، اختلافات سیاسی اعضا، وضعیت متفاوت نظام اقتصادی کشورهای عضو، نامتوازن بودن سطح اقتصاد کشورها، دخالت‌های فرا منطقه ای است. بهترین کمکی که اعضای سازمان می‌توانند به اکو بنمایند، تعهد عملی به دورنگاه داشتن سازمان از تنش‌ها و رقابت‌های سیاسی است. نقطه ضعف گسترش همکاری‌ها نبود روابط بین‌المللی مناسب میان این کشورهاست. البته گفته‌می‌شود که بسیاری از سازمان‌ها و ساز و کارهای بین‌المللی از جمله سازمان ملل، اتحادیه اروپا، آسه‌آن، اتحادیه عرب و غیره با مشکلات و موانع بسیاری روبه‌رو هستند، در نتیجه شاید بتوان گفت که در مجموع اکو در وضعیت بهتری قرار دارد.

### راه‌کارها
استانداردسازی و تسریع و تسهیل روند گمرک در منطقه اکو یکی از اصولی است که می‌بایست در مورد این سازمان مورد توجه قرار گیرد. یکی از پیشنهادهای ایران برای گسترش همکاری‌ها در سازمان اکو صدور ویزایی شبیه شنگن است؛ همچنین رئیس اتاق ایران پیشنهاد داده‌است که، کارگروهی مشترک و سه جانبه با مشارکت بانک توسعه و تجارت اکو، اتاق بازرگانی و صنعت اکو و دبیرخانه سازمان اکو ایجاد شود تا راه‌های بهره‌برداری از ظرفیت‌های هریک از این سازمان‌ها را، در راستایِ، افزایش تجارت و سرمایه‌گذاری درون منطقه‌ای، بررسی کرده، و پیگیر اجرای نقشه راه ۲۰۲۵–۲۰۱۵ در دبیرخانه سازمان اکو باشد. لازم است اتاق فکرهای مشترک متشکل از کارشناسان سیاسی، اقتصادی، اجتماعی و فرهنگی زبده کشورهای عضو تشکیل شود و حتی یک پارلمان تشکیل شده و جلسات مرتب هفتگی و ماهانه برگزار کند. همچنین ایران طرح راه‌اندازی اکوپل (پلیس اکو) را در دست اجرا دارد که ممکن‌است در آینده‌ای نزدیک به مرحله عملیاتی برسد.

## نشست سران

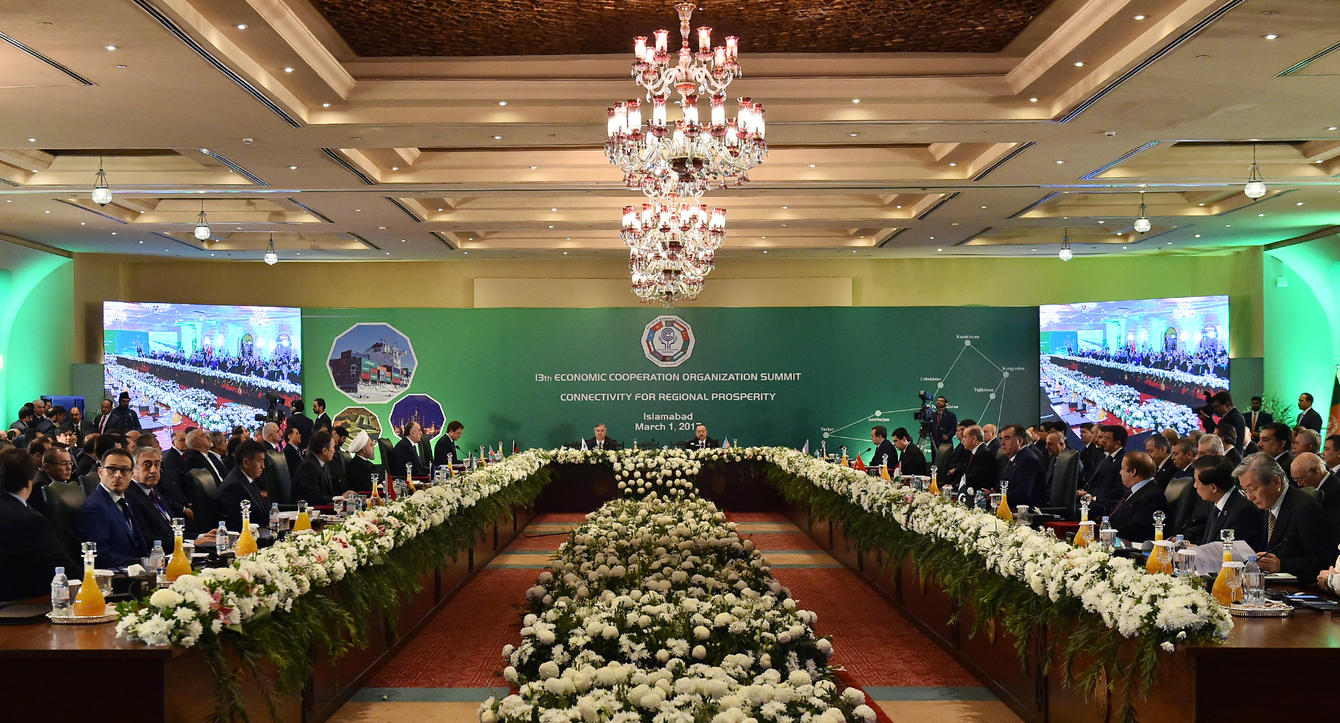
نشست رهبران اکو در پاکستان، ۲۰۱۷.

دهمین نشست سران اکو در ۲۱ اسفند ۱۳۸۷ در تهران برگزار شد. در این نشست یکروزه، ریاست سازمان اکو از الهام علی‌اف رئیس‌جمهوری آذربایجان به محمود احمدی‌نژاد رئیس‌جمهوری ایران منتقل شد. ریاست اکو یکساله‌است.
یازدهمین اجلاس سران کشورهای عضو سازمان اکو دیماه ۱۳۸۹ به ریاست رئیس‌جمهور وقت ایران «محمود احمدی‌نژاد» در کاخ «چراغان» استانبول برگزار شد و ایران که ریاست دوره‌ای این اجلاس را برعهده داشت، این مسئولیت را به ترکیه واگذار کرد.
| شماره | تاریخ            | کشور             | شهر       |
| ----- | ---------------- | ---------------- | --------- |
| ۱     | ۱۷–۱۶ فوریه ۱۹۹۲ | ایران            | تهران     |
| ۲     | ۷–۶ مه ۱۹۹۳      | ترکیه            | استانبول  |
| ۳     | ۱۵–۱۴ مه ۱۹۹۵    | پاکستان          | اسلام‌آباد |
| ۴     | ۱۴ مه ۱۹۹۶       | ترکمنستان        | عشق آباد  |
| ۵     | ۱۱ مه ۱۹۹۸       | قزاقستان         | آلماتی    |
| ۶     | ۱۰ ژوئن ۲۰۰۰     | ایران            | تهران     |
| ۷     | ۱۴ اکتبر ۲۰۰۲    | ترکیه            | استانبول  |
| ۸     | ۱۴ سپتامبر ۲۰۰۴  | تاجیکستان        | دوشنبه    |
| ۹     | ۵ مه ۲۰۰۶        | جمهوری آذربایجان | باکو      |
| ۱۰    | ۱۱ مارس ۲۰۰۹     | ایران            | تهران     |
| ۱۱    | ۲۳ دسامبر ۲۰۱۰   | ترکیه            | استانبول  |
| ۱۲    | ۱۶ اکتبر ۲۰۱۲    | جمهوری آذربایجان | باکو      |
| ۱۳    | ۱ مارس ۲۰۱۷      | پاکستان          | اسلام‌آباد |
| ۱۴    | ۴ مارس ۲۰۲۱      | ترکیه            | مجازی     |
| ۱۵    | ۲۸ نوامبر ۲۰۲۱   | ترکمنستان        | عشق آباد  |
| ۱۶    | نوامبر ۲۰۲۳      | ازبکستان         | تاشکند    |
| ۱۷    | ژوئیه ۲۰۲۵       | جمهوری آذربایجان | خانکندی   |

## دبیرکل‌ها
| #    | دبیرکل            | دوران دبیر کلی                                                  | دوران دبیر کلی                                                  | دوران دبیر کلی |
| #    | دبیرکل            | از                                                              | تا                                                              |                |
| ---- | ----------------- | --------------------------------------------------------------- | --------------------------------------------------------------- | -------------- |
| ۱    | علیرضا سالاری     | ۱۹۸۸                                                            | ۱۹۹۲                                                            |                |
| ۲    | شمشاد احمد        | ۱۹۹۲                                                            | ۱۹۹۶                                                            |                |
| ۳    | اوندر اوزار       | ۱۹۹۶                                                            | ۲۰۰۰                                                            |                |
| ۴    | عبدالرحیم گواهی   | اوت ۲۰۰۰                                                        | ژوئیه ۲۰۰۲                                                      |                |
| ۵    | سید مجتبی ارسطو   | ژوئیه ۲۰۰۲                                                      | اوت ۲۰۰۳                                                        |                |
| ۶    | بکژاسار نربایف    | اوت ۲۰۰۳                                                        | ژانویه ۲۰۰۴                                                     |                |
| ۷    | اشکات اورازبای    | ژانویه ۲۰۰۴                                                     | اوت ۲۰۰۶                                                        |                |
| ۸    | خورشید انور       | اوت ۲۰۰۶                                                        | اوت ۲۰۰۹                                                        |                |
| ۹    | محمدیحیی معروفی   | اوت ۲۰۰۹                                                        | اوت ۲۰۱۲                                                        |                |
| ۱۰   | شمیل آلسکروف      | اوت ۲۰۱۲                                                        | اوت ۲۰۱۵                                                        |                |
| ۱۱   | هلیل ابراهیم آکچا | اوت ۲۰۱۵                                                        | اوت ۲۰۱۸                                                        |                |
| ۱۲   | هادی سلیمان‌پور    | اوت ۲۰۱۸                                                        | اوت ۲۰۲۱                                                        |                |
| ۱۳   | خسرو ناظری        | اوت ۲۰۲۱                                                        | اوت ۲۰۲۴                                                        |                |
| ۱۴   | اسد مجید خان      | اوت ۲۰۲۴                                                        | متصدی                                                           |                |
| منبع | منبع              | وبگاه رسمی اکو بایگانی‌شده در ۹ ژانویه ۲۰۱۸ توسط Wayback Machine | وبگاه رسمی اکو بایگانی‌شده در ۹ ژانویه ۲۰۱۸ توسط Wayback Machine |                |

## دبیرخانه
دبیرخانه سازمان همکاری اقتصادی (اکو) در کامرانیه واقع در شمال تهران قرار دارد. دبیرکل این سازمان در ایران به عهده هادی سلیمانپور است.
این دبیرخانه به عنوان کانالی ارتباطی برای اعضای این سازمان عمل می‌کنند، همچنین وظیفه هماهنگی دیدارها و کنفرانس‌های مربوط را برعهده دارد.
دبیرخانه متشکل از شش عضو هیئت رئیسه و یک دبیرکل است، تعدادی آژانس و انستیتو محلی نیز زیر نظر این دبیرخانه کار می‌کنند، تعداد کل پرسنل دبیرخانه ۶۰ نفر است.